# Abnahme
Die Abnahme ist eine Rechtshandlung, die in der Entgegennahme der Leistung durch den Gläubiger eines Kauf- oder Werkvertrages besteht. Beim Werkvertrag umfasst sie darüber hinaus die Billigung des Werkes als im Wesentlichen vertragsgemäß (sog. zweigliedriger Abnahmebegriff).

## Allgemeines
Abnahme ist ein Rechtsbegriff, der geschäftlich ersichtlich erstmals im Sinne von „Bezug“ im Jahre 1725 auftauchte. Heute wird er beim Kaufvertrag im Sinne von Übernahme des Kaufgegenstandes durch den Käufer als Pendant zur Übergabe durch den Verkäufer verwendet. Bei Werkverträgen dagegen bedeutet die Abnahme mehr als die bloße körperliche Entgegennahme. Das Prozessrecht spricht von Abnahme, wenn der Eid durch das Gericht, die Vermögensauskunft oder die eidesstattliche Versicherung durch den Gerichtsvollzieher entgegengenommen werden.

## Rechtsfragen
Der Begriffsinhalt der Abnahme hängt davon ab, ob es sich um einen Kauf- oder Werkvertrag handelt. Beim Architektenvertrag ist sogar eine Teilabnahme vorgesehen.

### Kaufvertrag
Der Käufer ist beim Kaufvertrag gemäß § 433 Abs. 2 BGB verpflichtet, dem Verkäufer den vereinbarten Kaufpreis zu zahlen und die gekaufte Sache abzunehmen. Abnahme ist hier der Vorgang, durch den der Käufer den Besitz (§ 854 BGB) des gekauften Gegenstandes vom Verkäufer übernimmt. Diese bloße körperliche Entgegennahme ist ein Realakt.

### Werkvertrag
Der Besteller ist beim Werkvertrag gemäß § 640 Abs. 1 BGB verpflichtet, das vertragsmäßig hergestellte Werk abzunehmen, sofern nicht nach der Beschaffenheit des Werkes die Abnahme ausgeschlossen ist. Wegen unwesentlicher Mängel kann die Abnahme nicht verweigert werden. Ob ein wesentlicher Mangel vorliegt, bestimmt sich danach, ob es dem Auftraggeber zumutbar ist, die Werkleistung abzunehmen und die hierdurch eintretenden Rechtsfolgen hinzunehmen. Ein wesentlicher Mangel kann dann vorliegen, wenn entweder die Gebrauchs- oder Funktionsfähigkeit des Werks wesentlich beeinträchtigt ist oder der Mangel ein erhebliches finanzielles Gewicht hat, d. h. erhebliche finanzielle Aufwendungen zu seiner Beseitigung erfordert.
Sofern nach der Beschaffenheit des Werkes eine Abnahme nicht möglich ist (z. B. bei unkörperlichen Werken wie Theateraufführungen und bei Beförderungen wie Taxifahrten), tritt an die Stelle der Abnahme die Vollendung des Werkes (§ 646 BGB).
Seit Mai 2000 unterschied das Gesetz bei abnahmefähigen Werken zwischen der Abnahme durch Erklärung des Bestellers (rechtsgeschäftliche Abnahme; § 640 Abs. 1 Satz 1 BGB) und der ihr gleichgestellten fingierten Abnahme (§ 640 Abs. 1 Satz 3 BGB alte Fassung), wenn der Besteller nach Fertigstellung des Werks und angemessener Fristsetzung durch den Unternehmer die Abnahme nicht fristgemäß verweigerte, obwohl er dazu verpflichtet war. Mit einer am 1. Januar 2018 in Kraft getretenen Novelle wurde  § 640 Abs. 1 Satz 3 BGB gestrichen und in § 640 Abs. 2 Satz 1 BGB eine ähnliche Regelung normiert, nach der ein Werk auch dann als abgenommen gilt, wenn der Unternehmer dem Besteller nach Fertigstellung des Werks eine angemessene Frist zur Abnahme gesetzt hat und der Besteller die Abnahme nicht innerhalb dieser Frist unter Angabe mindestens eines Mangels verweigert hat. Diese Rechtsfolge tritt gemäß § 640 Absatz 2 Satz 2 BGB – sofern es sich bei dem Besteller um einen Verbraucher handelt – aber nur dann ein, wenn der Unternehmer den Besteller zusammen mit der Aufforderung zur Abnahme auf die Folgen einer nicht erklärten oder ohne Angabe von Mängeln verweigerten Abnahme hingewiesen hat. Dieser Hinweis muss in Textform erfolgen. Hiermit setzte der nationale Gesetzgeber eine europäische Verbraucherschutzrichtlinie um. Der frühere § 640 Abs. 2 BGB (in dem geregelt war, dass im Falle einer Abnahme trotz Kenntnis des Mangels dem Besteller die Gewährleistungsrechte aus § 634 Nr. 1 bis 3 BGB  nur zustehen sollen, sofern er sich seine Rechte wegen des Mangels bei der Abnahme vorbehalten hat) wurde im Zuge der Gesetzesnovellierung wortgleich in den hierfür neu geschaffenen § 640 Abs. 3 BGB übernommen.
Die rechtsgeschäftliche Abnahme ist mit der Übertragung des Besitzes und der Billigung des Werkes verbunden.
Es ist umstritten, ob es sich bei dem Element der Billigung um eine einseitige Willenserklärung oder eine rechtsgeschäftsähnliche Handlung handelt. Einigkeit besteht darüber, dass die Vorschriften über Willenserklärungen und einseitige Rechtsgeschäfte entsprechend anwendbar sind.

### Besonderheiten beim Bauvertrag mit VOB/B
Die Abnahme des Bauwerkes durch den Kunden darf nicht mit der Bauabnahme durch die zuständige Bauaufsichtsbehörde verwechselt werden. Sofern bei einem Bauvertrag die Geltung des Teils B der Vergabe- und Vertragsordnung für Bauleistungen (VOB/B), d. h. der „Allgemeinen Vertragsbedingungen für die Ausführung von Bauleistungen“, vereinbart ist, werden die Regelungen des BGB insbesondere durch § 12 VOB/B teilweise abgeändert. Es bestehen folgende Gemeinsamkeiten bzw. Unterschiede:
- Voraussetzungen
  - Wie nach § 640 Abs. 1 Satz 2 BGB kann die Abnahme nur wegen wesentlicher Mängel verweigert werden (§ 12 Nr. 3 VOB/B).
  - Im Unterschied zum BGB hat der Auftragnehmer auch Anspruch auf Teilabnahmen (§ 12 Nr. 2 VOB/B).
- Verfahren
  - Im Rahmen eines VOB/B-Bauvertrags ist der Auftraggeber zur Abnahme innerhalb von zwölf Werktagen nach entsprechender Aufforderung durch den Auftragnehmer verpflichtet (§ 12 Nr. 1 VOB/B). Es kann jedoch auch eine andere Frist vereinbart werden.
  - Auf Verlangen einer Vertragspartei ist die Abnahme gemäß § 12 Nr. 4 Abs. 1 VOB/B in einer besonderen Form durchzuführen (förmliche Abnahme). Bei einer förmlichen Abnahme wird das Bauwerk begangen. In der Regel sind dabei Auftraggeber und Auftragnehmer anwesend. Jede Vertragspartei kann auf ihre Kosten einen Sachverständigen hinzuziehen. Bei der förmlichen Abnahme ist ein Abnahmeprotokoll zu erstellen, in das etwaige Vorbehalte wegen bekannter Mängel und wegen Vertragsstrafen und etwaige Einwendungen des Auftragnehmers gegen vom Auftraggeber behauptete Mängel und geforderte Vertragsstrafen aufzunehmen sind.
  - Wie unter alleiniger Geltung des BGB ist eine stillschweigende Abnahme möglich.
  - Ergänzend zu § 640 Abs. 1 Satz 3 BGB regelt die VOB/B Einzelheiten zur fiktiven Abnahme. Ist keine förmliche Abnahme im Vertrag vereinbart und wird auch keine Abnahme von einer der Vertragsparteien verlangt, gilt die Leistung mit dem Ablauf von zwölf Werktagen nach schriftlicher Mitteilung über die Fertigstellung der Leistung als abgenommen (§ 12 Nr. 5 Abs. 1 VOB/B). Wird keine Abnahme verlangt und hat der Auftraggeber die Werkleistung oder einen Teil der Werkleistung benutzt, gilt die Abnahme bereits nach Ablauf von sechs Werktagen nach Beginn der Benutzung als erfolgt. Die Benutzung von Teilen einer baulichen Anlage zur Weiterführung der Arbeiten gilt nicht als Abnahme (§ 12 Nr. 5 Abs. 2 VOB/B).
- Wirkungen
  - Die Gefahr des zufälligen Untergangs oder der Verschlechterung des Werks geht auf den Auftraggeber über (Übergang der Gefahr) (§ 12 Nr. 6 VOB/B, vorrangig aber § 7 VOB/B).
  - Die Verjährungsfrist für die Mängelansprüche beginnt zu laufen (Beginn der Gewährleistungsfrist) (§ 13 Nr. 4 Abs. 3 VOB/B).
  - Wie nach § 341 Abs. 3 BGB kann eine etwa verwirkte Vertragsstrafe vom Auftraggeber nicht mehr gefordert werden, wenn er sich diese nicht bei Abnahme vorbehalten hat (§ 11 Nr. 4 VOB/B).

### Technische Abnahme
Als technische Abnahme wird eine Erklärung des Bestellers oder häufig seines entsprechend bevollmächtigten Architekten bezeichnet, dass das Werk oder ein bestimmter Teil unter rein technischen Gesichtspunkten vertragsgemäß ist. Die Beweislast dafür, dass das Werk insoweit nicht vertragsgemäß sei, geht damit auf den Besteller über, wohingegen die sonstigen Wirkungen der Abnahme nicht eintreten. Technische Abnahmen werden häufig während der Bauzeit durchgeführt für Teile, die später nicht mehr überprüfbar sind, z. B. die Bewehrung eines Stahlbetonbauteils. Die Durchführung von technischen Abnahmen können die Vertragsparteien vereinbaren; bei Vereinbarung der VOB/B haben die Vertragsparteien nach § 4 Abs. 10 VOB/B Anspruch auf Feststellung von Zuständen von Teilen der Leistung, wenn diese bei späteren Arbeiten verdeckt werden.
Bei Installation einer Gefahrenmeldeanlage wird bei der Abnahme ein Installationsattest ausgestellt.

### Architektenvertrag
Der Unternehmer kann beim Architektenvertrag § 650s BGB zufolge ab der Abnahme der letzten Leistung des bauausführenden Unternehmers oder der bauausführenden Unternehmer eine Teilabnahme der von ihm bis dahin erbrachten Leistungen verlangen.

## Weitere Rechtsgebiete
Stromnetzbetreiber müssen gemäß § 11 Abs. 1 EEG den gesamten Strom aus erneuerbaren Energien oder aus Grubengas, der in einer Veräußerungsform nach § 21b Abs. 1 EEG veräußert wird, unverzüglich vorrangig physikalisch abnehmen, übertragen und verteilen. Abnahme ist hier als Übernahme zu verstehen.

## Rechtsfolgen
Die Abnahme kann ausdrücklich und auch durch schlüssiges Handeln erfolgen, etwa durch die vollständige Zahlung der Vergütung. Dazu muss das Verhalten des Bestellers die Billigung des Werkes als im Wesentlichen vertragsgerecht ausdrücken. Sie führt im Kaufvertragsrecht zum Besitzübergang, im Werkvertragsrecht zur Fälligkeit der Vergütung (§ 641 Abs. 1 BGB). Der Besteller verliert bestimmte Ansprüche hinsichtlich solcher Mängel, die er bei Abnahme kennt, aber nicht vorbehält (§ 640 Abs. 3 BGB).
Die Beweislast für das Vorhandensein eines Mangels liegt nach der Abnahme beim Besteller (Beweislastumkehr), soweit nicht bei Abnahme ein Vorbehalt erklärt wurde. Der Besteller verliert einen Anspruch auf eine vom Unternehmer verwirkte Vertragsstrafe, soweit nicht bei Abnahme ein Vorbehalt erklärt wurde (§ 341 Abs. 3 BGB). Der Gefahrübergang erfolgt bei Abnahme des Werkes (§ 644 Abs. 1 BGB), die Verjährungsfrist beginnt mit der Abnahme (§ 634a BGB).